# Tonalpohualli
Aquest calendari asteca ritual es registrava al  tonalamatl  (llibre dels dies), un còdex en pell de cérvol o paper d'escorça a partir del qual un sacerdot ( tonalpouque ) extreia horòscops i predeia els dies fastos i nefastos del cicle. L'estructura (similar a la desenvolupada molt abans pels maies, i probablement heretada d'aquests a través dels tolteca s) comprenia un any de 260 dies, a cada un dels quals s'assignava una data per la combinació d'un dels 20 signes dels dies i un nombre d'1 a 13, representat per punts, de manera que era impossible confondre dos dies del cicle anual.
Per tant, l'almanac estava compost de vint trecenas, és a dir, 20 setmanes de 13 dies, amb la primera setmana començant a 1-Caiman i acabant a 13-Canya, la segona entre 1-Ocelot i 13 -Calavera, i així successivament. Cada un d'aquests dies es dividia en 13 hores diürnes i 9 nocturnes. Com mostra el quadre següent, es creia que un déu o una deessa presidia cada signe dels dies, i cada un estava també associat a un punt cardinal (en sentit de gir antihorari, començant per l'Est, d'on surt el sol).

## Dies batejats
| Nom del dia   | Significat           | Deïtat associada                               | Punt cardinal | Signe al Còdex Laud |
| ------------- | -------------------- | ---------------------------------------------- | ------------- | ------------------- |
| Cipactli      | Caiman               | Tonacatecuhtli Senyor nostre suport            | Est           | Cipactli            |
| Ehecatl       | Vent                 | Quetzalcóatl Serp Emplumada                    | Nord          | Ehécatl             |
| Calli         | Casa                 | Tepeyóllotl Cor de la Muntanya                 | Oest          | Calli               |
| Cuetzpallin   | Sargantana           | Huehuecoyotl vellíssim Coyote                  | Sud           | Cuetzpallin         |
| Cóatl         | Serp                 | Xalxiuhtlicue Senyora de la Falda de Verd Jade | Est           | Cóatl               |
| Miquiztli     | Calavera             | Tecciztécatl L'del Caragol Marí                | Nord          | Miquiztli           |
| Mazatlan      | Cérvol               | Tlàloc El que fa brollar les Coses             | Oest          | Mazatlan            |
| Tochtli       | Conill               | Mayahuel La de la planta de Maguey             | Sud           | Tochtli             |
| Atl           | Aigua                | Huehueteotl Senyor de l'Any                    | Est           | Atl                 |
| Itzcuintli    | Gos                  | Mictlantecuhtli Senyor Mictlan                 | Nord          | Itzcuintli          |
| Ozomatli      | Mico                 | Xochipilli Príncep Flor                        | Oest          | Ozomatli            |
| Malinalli     | Herba                | Patécatl El de la Terra de les Medicines       | Sud           | Malinalli           |
| Acatl         | Canya                | Tezcatlipoca Mirall fumejant                   | Est           | Àcatl               |
| Océlotl       | Ocelot               | Tlazolteotl Devoradora de la brutícia          | Nord          | Océlotl             |
| Cuauhtli      | Àguila               | Xipe Tòtec Nostre Senyor Esquarterat           | Oest          | Cuauhtli            |
| Cozcacuauhtli | Voltor               | Itzapapalótl Papallona de Obsidiana            | Sud           | Cozcacuauhtli       |
| Ollín         | Terratrèmol          | Xolotl Doble                                   | Est           | Ollín               |
| Tecpatl       | Ganivet de pedrenyal | Chalchiuhtotolin Tezcatlipoca encobert         | Nord          | Técpatl             |
| Quiáhuitl     | Pluja                | Tonatiuh Qui va irradiant                      | Oest          | Quiáhuitl           |
| Xochitl       | Flor                 | Xochiquetzal Flor de la Rica Ploma             | Sud           | Xochitl             |